# Kežmarská Biela voda
Die Kežmarská Biela voda (slowakisch auch Biela voda kežmarská oder kurz Biela voda genannt; deutsch Weißwasser oder Kesmarker Weißwasser, ungarisch Késmárki-Fehér-víz, polnisch Biała Woda Kieżmarska) ist ein 20,9 km (nach anderen Angaben 19,1 km) langer Fluss in der Nordslowakei und linksseitiger Zufluss des Poprad in der Landschaft Zips (slowakisch Spiš).
Der Bach entsteht durch Zusammenfluss der Bäche Zelený potok und Biely potok im Tal Dolina Kežmarskej Bielej vody, in älteren Quellen sind auch der See Veľké Biele pleso oder Berge oberhalb des Sees als Quellen angeführt. Von dort fließt der Bach in grob südöstlicher bis südostöstlicher Richtung im Tal, passiert nahe der Quelle Šalviový prameň (deutsch Kressbrunn) und verlässt die Hohe Tatra auf dem Niveau der Straße Cesta Slobody zwischen Tatranské Matliare und Kežmarské Žľaby. Der Fluss erreicht das Vorgebirge und schließlich den Talkessel Popradská kotlina (Teil der größeren Einheit Podtatranská kotlina), wo er zuerst den Ort Mlynčeky erreicht, bevor er nördlich der Altstadt von Kežmarok (deutsch Kesmark) in den Poprad als dessen linksseitiger Zufluss, knapp flussabwärts der Mündung der rechtsseitigen Ľubica, mündet.
Der Flussname Biela voda beziehungsweise deutsch Weißwasser bezieht sich auf das rauschende und schaumige Wasser und gehört zu den ältesten überlieferten geographischen Namen in der Hohen Tatra. In einer Urkunde aus dem Jahr 1285, der die Grenze zwischen den Grundstücken von comes Ricolph und dessen Bruders Andreas festgestellt hatte, steht auf lateinisch aqua Bela quae fluit de niueis montibus, deutsch Fluss Bela, der aus dem Schneegebirge fließt – Schneegebirge war ein zeitgenössischer Name für die Hohe Tatra. In den Texten des Kesmarker Gelehrten David Frölich aus den Jahren 1639 und 1644 erscheint der Name Albula amnis (weißes Wildwasser), der Historiker Matthias Bel (1736) wählte die Bezeichnung Albula Kesmarkiensis, also Kesmarker Weißwasser, nach der Zugehörigkeit zum Stadtgebiet von Kežmarok. Kartographisch erschien der Fluss zum ersten Mal im Jahr 1715 auf einer Karte der Zips von Paul Kray und trägt dort den Namen Weiss Wasser.